# Дублінці
«Дублінці» (англ. Dubliners) — збірка оповідань Джеймса Джойса, вперше опублікована в 1914 році.

## Зміст
Збірка містить 15 оповідань:
- «Сестри» (англ. The Sisters)
- «Зустріч» (англ. An Encounter)
- «Аравія» (англ. Araby)
- «Евеліна» (англ. Eveline)
- «Після перегонів» (англ. After the Race)
- «Два джентльмена» (англ. Two Gallants)
- «Пансіон» (англ. The Boarding House)
- «Маленька хмара» (англ. A Little Cloud)
- «Партнери» (англ. Counterparts)
- «Земля» (англ. Clay)
- «Нещастя» (англ. A Painful Case)
- «День Плюща» (англ. Ivy Day in the Committee Room)
- «Мати» (англ. A Mother)
- «Благодать» (англ. Grace)
- «Мертві» (англ. The Dead)

## Робота над книгою
У «Дублінцях» переломилося захоплення письменника-початківця творами Ібсена, Флобера і Мопассана, опосередкованих, на думку Д. Мирського, впливом ірландського натураліста Дж. О. Мура. «Джойс виступає в своїх оповіданнях, як послідовник школи французів, письменник школи Флобера і Мопассана», — констатував в 1936 році радянський журнал «Інтернаціональна література».
Збірник з'явився завдяки замовленням поета Джорджа Расселла, який влітку 1904 року попросив Джойса написати для журналу «Ірландська садиба» твір, що його можна було б опублікувати «Не обуривши читачів». Три оповідання («Сестри» (перший варіант), «Евелін», «Після перегонів») з'явилися в журналі під псевдонімом Стівен Дедалус і справили на читачів настільки несприятливе враження, що редактор просив Джойса нічого більше не надсилати.
Вже тоді Джойс припускав, що оповідання не будуть окремими творами, а увійдуть до збірки, об'єднаної однією спільною темою. Спочатку передбачалося, що збірник буде складено з десяти оповідань, але оскільки з публікацією книги довгий час нічого не виходило, остаточний її варіант включав вже п'ятнадцять оповідань. Послідовність їх не випадкова: автор розподілив їх по розділах з умовними назвами «Дитинство», «Молодість», «Зрілість», «Громадське життя», але в останньому варіанті книги розділи не вказані.

## Переклад «Дублінців» українською мовою
- Дублінці. Переклад з англійської Б. Превіра та М. Ларченка. Київ: Комубук. — 2017 рік. — 240 с. ISBN 978-617-743-80-51
- Дублінці. Переклад Р. Скакуна, Е. Гончаренко. 2002—2006 (9 з 15 оповідань) [Архівовано 12 серпня 2015 у Wayback Machine.]
- Вибрані оповідання з циклу «Дублінці». Переклала Елла ГОНЧАРЕНКО. Всесвіт № 11-12 2010 р. [Архівовано 2 квітня 2015 у Wayback Machine.]